# Jack Wolfe
Jack Wolfe (* 17. Dezember 1995 in Dewsbury) ist ein britischer Schauspieler. Er wurde durch Rollen in englischen Theaterstücken, etwa Pinocchio oder Die Schneekönigin, bekannt.

## Werdegang
Wolfe besuchte die Mountview Academy of Theatre Arts in London, wo er seine schauspielerischen Kompetenzen erlernte. Erstmals auf der internationalen Bühne stand er 2019 in der Nebenrolle von Nadbor in der Netflix-Serie The Witcher. 2021 arbeitete er in der Rolle des Protagonisten Tim Walker am Film The Magic Flute – Das Vermächtnis der Zauberflöte, der am 17. November 2022 in die Kinos kam. 2018 fungierte er zum ersten Mal als Produzent in Trinity Gold Rush.

## Filmografie

### Filme
| Jahr | Titel                                             | Originaltitel   | Rolle                                  | Bemerkungen              |
| ---- | ------------------------------------------------- | --------------- | -------------------------------------- | ------------------------ |
| 2022 | The Magic Flute – Das Vermächtnis der Zauberflöte | The Magic Flute | Tim Walker / Prinz Tamino (Hauptrolle) | Kinofilmref name=":2" /> |

<

### Serien
| Jahr | Titel               | Rolle           | Bemerkungen        |
| ---- | ------------------- | --------------- | ------------------ |
| 2017 | My Life the Musical | Sohn            | Erster TV-Auftritt |
| 2017 | Hetty Feather       | Samuel Buscombe | 4. Staffel         |
| 2018 | Father Brown        | George Chase    | Staffel 7, Ep. 7   |
| 2019 | The Witcher         | Nadbor          | Ep. 8              |
| 2020 | Inside No. 9        | Oliver          | Staffel 6, Ep. 6   |
| 2023 | Shadow and Bone     | Wylan Hendriks  | Staffel 2          |

### Fernsehwerbung
| Jahr | Titel                    | Rolle       | Bemerkungen |
| ---- | ------------------------ | ----------- | ----------- |
| 2018 | Coca-Cola-Weihnachtsspot | Protagonist | TV-Spot     |

## Theater
| Jahr | Titel                   | Rolle                      | Theaterhaus               | Bemerkungen |
| ---- | ----------------------- | -------------------------- | ------------------------- | ----------- |
| 2017 | The Braille Legacy      | Louis Braille (Hauptrolle) | Charing Cross Theatre     |             |
| 2017 | Pinocchio               | Danny, Pinocchio           | Royal National Theatre    |             |
| 2019 | Sweeney Todd            | Tobias                     | Lyric Theatre Belfast     | Musical     |
| 2019 | The Musician            | The Boy                    | The Belfast Ensemble      | Oper        |
| 2019 | The Snow Queen          | Kai (Hauptrolle)           | Rose Theatre Kingston     | [ 3 ]       |
| 2021 | The Magician’s Elephant | Peter (Hauptrolle)         | Royal Shakespeare Company | Musical     |